# Lago Okataina
Il lago Okataina è il più grande e settentrionale della serie di laghi che giacciono fra il lago Rotorua ed il lago Tarawera nella regione di Bay of Plenty nell'Isola del Nord della Nuova Zelanda. Gli altri laghi del gruppo sono il lago Rotokakahi, lago Tikitapu ed il lago Okareka; tutti facente parte della caldera di Okataina. Il livello del lago si è alzato e abbassato di 5 metri a cavallo con l'inizio del XXI secolo.
Al contrario di molti altri laghi della regione, il lago Okataina è completamente circondato dalla foresta nativa. Non ha immissari o emissari. 
Alla fine della strada che passa da Hinehopu, lungo la sponda meridionale del lago Rotoiti, si giunge ad una spiaggia sabbiosa sul lago Okataina. La zona è popolata da  wallaby dama introdotti dall'Australia nel XIX secolo.